# Comuna Gălăuțaș, Harghita
Gălăuțaș (în maghiară: Galócás) este o comună în județul Harghita, Transilvania, România, formată din satele Dealu Armanului, Gălăuțaș (reședința), Gălăuțaș-Pârău, Nuțeni, Plopiș, Preluca, Toleșeni și Zăpodea.
Situată pe cursul superior al râului Mureș, la o altitudine de 650 – 700 m, înconjurată de Munții Giurgelului și Gurghiului, localitatea Gălăuțaș a fost atestată documentar în anul 1768.
Iernile sunt deosebit de geroase; pășunile și fânețele întinse îi permit dezvoltarea din punct de vedere zootehnic, potențial important în cultura agrară a comunei.
Dezvoltarea industrială cândva foarte accentuată se frânează prin disparitia fabricii de cherestea iar agricultura nu este favorizată din pricina terenurilor în pantă. Dezvoltarea localității se datorează așadar în general exploatării pădurilor înconjurătoare.

## Obiective memoriale
Monumentul Eroilor Români din Primul și Al Doilea Război Mondial. Troița a fost înălțată în 1973, în memoria eroilor români din cele Două Războaie Mondiale. Monumentul, înalt de 2,65 m, a fost realizat din lemn de stejar sculptat și donat de către profesorii Ioan Concita și Antal Irimie din Toplița. Pe fațada troiței s-a înscris textul: „Recunoștință eroilor morți în războaiele din 1914-1918 și 1941-1945“.
Mormântul Eroilor Români din Primul și Al Doilea Război Mondial. Mormântul comun este amplasat în cimitir. Acesta este locul de odihnă veșnică pentru eroii români căzuți în cele Două Războaie Mondiale. Numărul celor înhumați în mormânt este necunoscut. Însemnul de căpătâi este realizat din fier și cuprinde următorul înscris memorial: „În memoria eroilor căzuți pentru apărarea patriei în timpul Primului și al Doilea Război Mondial. 1914-1944/ Dulce et decorum est pro patria mori“.

## Demografie
Componența etnică a comunei Gălăuțaș
     Români (72,14%)
     Maghiari (19,96%)
     Romi (1,23%)
     Alte etnii (0%)
     Necunoscută (6,67%)
Componența confesională a comunei Gălăuțaș
     Ortodocși (71,6%)
     Romano-catolici (15,99%)
     Reformați (3,53%)
     Alte religii (1,72%)
     Necunoscută (7,16%)
Conform recensământului efectuat în 2021, populația comunei Gălăuțaș se ridică la 2.039 de locuitori, în scădere față de recensământul anterior din 2011, când fuseseră înregistrați 2.498 de locuitori. Majoritatea locuitorilor sunt români (72,14%), cu minorități de maghiari (19,96%) și romi (1,23%), iar pentru 6,67% nu se cunoaște apartenența etnică. Din punct de vedere confesional, majoritatea locuitorilor sunt ortodocși (71,6%), cu minorități de romano-catolici (15,99%) și reformați (3,53%), iar pentru 7,16% nu se cunoaște apartenența confesională.

## Politică și administrație
Comuna Gălăuțaș este administrată de un primar și un consiliu local compus din 11 consilieri. Primarul, Radu Țăran[*], de la Partidul Social Democrat, este în funcție din 2012. Începând cu alegerile locale din 2024, consiliul local are următoarea componență pe partide politice:
|  | Partid                                 | Consilieri | Componența Consiliului | Componența Consiliului | Componența Consiliului | Componența Consiliului |
|  | -------------------------------------- | ---------- | ---------------------- | ---------------------- | ---------------------- | ---------------------- |
|  | Partidul Social Democrat               | 4          |                        |                        |                        |                        |
|  | Partidul S.O.S. România                | 3          |                        |                        |                        |                        |
|  | Uniunea Democrată Maghiară din România | 2          |                        |                        |                        |                        |
|  | Uniunea Salvați România                | 1          |                        |                        |                        |                        |
|  | Partidul Național Liberal              | 1          |                        |                        |                        |                        |

## Personalități născute aici
- Ferenc Fábián (1933 – 1979), actor.

- Goia Iulian-Teodor (inginer) (2001-prezent)